# 朴光宰
朴光宰（1980年9月10日—），另譯作朴光在、朴光才，是一名韓國男演員。

## 生平
朴光宰是延世大學出身的籃球選手，經過延世大學籃球隊，2003年加入昌原LG獵隼後作爲職業選手活躍。
2012年籃球選手隱退後，以演員身份出道，出演音樂劇《MONTE CRISTO》，並通過tvN《籃球》首次在電視劇中露面。
2018年來台參加《台韓明星公益籃球賽》。
2021年參加大田《World Wide Bodybuilding》健身大賽得獎

## 演出作品

### 電視劇
- 2013年：tvN 《籃球》飾演 籃球運動員[5]
- 2014年：tvN 《詐欺遊戲》飾演
- 2014年：KBS N《S.O.S 請救救我》飾演 朴哲鉉
- 2015年：OCN《我的美麗新娘》飾演 朴泰奎的大塊頭部下
- 2016年：SBS《回來吧大叔》飾演 開往天國的列車陰間使者
- 2016年：KBS2《花郎》飾演 白政治
- 2016年：SBS《六龍飛天》飾演
- 2017年：KBS2《金科長》飾演 金科長一日保鑣(EP15)
- 2017年：MBC《逆賊：偷百姓的盜賊》飾演
- 2017年：MBC《我的鬼神搭檔》飾演 朴達洙的部下(EP6)
- 2018年：JTBC《加油吧威基基》飾演 面試官(EP9)
- 2018年：NAVER TV《冰上之神》飾演 摔跤手
- 2018年：tvN《百日的郎君》飾演 狂人(EP1)
- 2020年：Netflix《屍戰朝鮮2》飾演 待令熟手
- 2020年：tvN《惡之花》飾演 成在九(EP8~11)
- 2020年：Netflix《Sweet Home》飾演 蛋白質怪物[6]
- 2020年：KBS2《暗行御史：朝鮮秘密搜查團》飾演 賭場警衛(EP6.7)
- 2021年：OCN《Voice 4》飾演 朴東哲(EP7)
- 2021年：KAKAO TV《優秀巫師賈斗心》飾演 送貨員(EP6)
- 2021年：KBS2《紳士與小姐》飾演 看房子的人(EP6)
- 2021年：SBS《成為你的夜晚》飾演 朴貴章
- 2022年：ENA《具必秀不在》飾演 光宰
- 2022年：MBC《黑話律師》飾演 智星精神中心職員(EP7.8)
- 2022年：ENA《Good Job》飾演 拍賣會後台的保安部長(EP1)
- 2022年：Disney+《第三人稱復仇》飾演 高德俊(EP1.3)
- 2022年：TVING《Island》飾演 車禍騙子(EP1)
- 2023年：Disney+《Moving 異能》飾演 權勇得[7][8]
- 2023年：Netflix《盜賊之歌》飾演 黑東
- 2023年：Disney+《非法正義》飾演 鐵石
- 2024年：Disney+《殺人者的購物中心》飾演 喪禮巴士司機(EP1.8)
- 2024年：Netflix《浮游先生》飾演 執法者(EP10)
- 2025年：tvN《瑞草洞》飾演 黃民具
- 2025年：Netflix《槍口彼端》飾演 勇九

### 電影
- 2014年：《江南1970》飾演 墳墓邊明洞地大塊頭
- 2015年：《俠女：刀的記憶》飾演 武術比賽巨人
- 2016年：《不汗黨：地下秩序》飾演 兩米高漢子
- 2016年：《鳳伊 金先達》飾演 成宗益的大塊頭手下
- 2017年：《惡女》飾演 開場時的黑幫老大
- 2017年：《殺人者的記憶法》飾演 塊頭男
- 2017年：《鐵血劍客》飾演 光化門 喪門
- 2018年：《冠軍大叔》飾演 2米的巨人
- 2018年：《非賣品》飾演 巨軀
- 2019年：《壞傢伙們：The Movie（朝鲜语：나쁜 녀석들: 더 무비）》飾演 大塊頭
- 2019年：《黯夜門徒》飾演 白長老的祕書
- 2021年：《金派特務》飾演 	斧頭幫大塊頭成員
- 2021年：《攔截聲命線》飾演 人力事務所大塊頭
- 2021年：《獵魂者》飾演 大猩猩
- 2022年：《犯罪都市2》飾演 朴室長
- 2022年：《外星+人》飾演 黃陵縣監的護衛
- 2022年：《散佈者們》飾演 佳英的丈夫
- 2023年：《格殺福順》飾演 廣萬[9]

### 音樂劇
- 2012年：《MONTE CRISTO》

### 綜藝
- 2021年：Channel A《都市漁夫3（朝鲜语：나만 믿고 따라와, 도시어부）》[10]
- 2022年：KBS2《社長的耳朵是驢耳朵》[11]
- 2023年：Channel A《天下第一壯士2》[12]
- 2023年：SBS《脫掉鞋子恢單4Men》[13]
- 2024年：Channel A《都市漁夫5（朝鲜语：나만 믿고 따라와, 도시어부）》
- 2024年：E Channel《星期六飯真好（朝鲜语：토요일은 밥이 좋아）》

## 外部連結
- 朴光宰的Instagram帳戶
- 朴光宰的Facebook專頁
- 朴光宰在NAVER上的资料
- 朴光在在fiba.basketball（英语）
- 朴光在在韓國籃球聯賽官網（英语）
- 朴光在在Eurobasket.com（球員）（英语）
- 朴光在在RealGM（球員）（英语）